# Coppa del Re 1993 (hockey su pista)
La Coppa del Re 1993 è stata la 50ª edizione della principale coppa nazionale spagnola di hockey su pista. La fase finale della competizione ha avuto luogo dal 24 aprile e si è conclusa con la finale in campo neutro a Santiago di Compostela il 27 giugno 1993. 
Il trofeo è stato conquistato dall'Igualada per la seconda volta nella sua storia superando in finale il Voltregà.

## Risultati

### Ottavi di finale
| Squadra 1  | Totale | Squadra 2       | Andata | Ritorno |
| ---------- | ------ | --------------- | ------ | ------- |
| Maçanet    | 4 - 9  | Voltregà        | 2 - 5  | 2 - 4   |
| Vic        | 9 - 8  | Vilanova        | 6 - 2  | 3 - 6   |
| Noia       | 8 - 13 | Reus Deportiu   | 7 - 7  | 1 - 6   |
| Dominicos  | 4 - 11 | Tordera         | 2 - 5  | 2 - 6   |
| Cerdanyola | 7 - 9  | Blanes          | 3 - 2  | 4 - 7   |
| Igualada   | 9 - 2  | Barcellona      | 3 - 0  | 6 - 2   |
| Vilafranca | 5 - 21 | Liceo La Coruña | 2 - 12 | 3 - 9   |
| Flix       |        | Piera           |        |         |

### Quarti di finale
| Squadra 1 | Totale | Squadra 2       | Andata | Ritorno |
| --------- | ------ | --------------- | ------ | ------- |
| Flix      | 7 - 7  | Reus Deportiu   | 5 - 3  | 2 - 4   |
| Tordera   | 7 - 8  | Voltregà        | 5 - 3  | 2 - 5   |
| Igualada  | 13 - 9 | Liceo La Coruña | 6 - 2  | 7 - 7   |
| Vic       | 18 - 5 | Blanes          | 11 - 2 | 7 - 3   |

### Semifinali
| Squadra 1 | Risultato | Squadra 2     |
| --------- | --------- | ------------- |
| Vic       | 3 - 5     | Igualada      |
| Voltregà  | 6 - 2     | Reus Deportiu |

### Finale
| Santiago di Compostela 27 giugno 1993 | Igualada | 6 – 3 | Voltregà |  |